# Campionati italiani di ski cross 2024
I Campionati italiani di ski cross 2024 si sono svolti a Passo San Pellegrino il 4 aprile. Il programma ha incluso sia la gara femminile che la gara maschile. 
Trattandosi di competizioni valide anche ai fini del punteggio FIS, vi hanno partecipato anche sciatori di altre federazioni, senza che questo consentisse loro di concorrere al titolo nazionale italiano.

## Risultati

### Uomini
| Pos. | Atleta           | Nazione |
| ---- | ---------------- | ------- |
| 1    | Yanick Gunsch    | Italia  |
| 2    | Dominik Zuech    | Italia  |
| 3    | Edoardo Zorzi    | Italia  |
| 3    | Simone Deromedis | Italia  |

### Donne
| Pos. | Atleta           | Nazione |
| ---- | ---------------- | ------- |
| 1    | Andrea Chesi     | Italia  |
| 2    | Nathalie Bernard | Italia  |
| 3    | Desi Rizzoli     | Italia  |
| 4    | Sofia Disertori  | Italia  |